# Spiraserpula snellii
Spiraserpula snellii är en ringmaskart som beskrevs av Pillai och Ten Hove 1994. Spiraserpula snellii ingår i släktet Spiraserpula och familjen Serpulidae. Inga underarter finns listade i Catalogue of Life.